# Rokytka (přítok Bělé)
Potok Rokytka, lidově též Klokočka, je potok v okrese Mladá Boleslav ve Středočeském kraji, levostranný přítok říčky Bělé. Délka toku činí zhruba 8 km. Plocha povodí měří 60,01 km². Tyto údaje je ovšem třeba brát s rezervou, jelikož tok Rokytky se v historii mění.

## Nejasnosti o prameni
Poloha pramene Rokytky je poněkud sporná, různé informační zdroje hovoří o různých místech, přičemž umístění pramenů se v historii reálně měnilo.
- Jedna verze hovoří o prameni potoka (ve výšce 325 m n. m.), jenž se již dávno snad nazýval Rokytka, jelikož tekl roklí kolem obce Rokytá[3] (odtud by tok měřil 10,8 km), ale údajně se ztratil v roce 1947 v důsledku geologických průzkumů[4].

- Podle jiné verze byl toto jen vedlejší přítok a za hlavní tok byl zřejmě považován krupský tok začínající dokonce již u dnes zaniklé obce Horní Krupá (celková délka odsud až po ústí do Bělé byla 17 km). Tento potok byl v historii zván různými názvy, celý tok se nazýval Klokočka či Klokočkův potok (německy Klokotschka Bach)[5]. V poválečných letech a po postupném výrazném zkrácení toku díky vyschnutí došlo k přejmenování na Krupský potok pro úsek až po Krupský rybník, který je tímto potokem také napájen.

- Současné zdroje uvádějí pramen Rokytky u Dolní Rokyté[1] (odtud tok měří 8 km), ten je však natolik slabý, že drtivou většinu vody získává Rokytka odtokem právě z blízkého Krupského rybníka. Jelikož však Krupský potok a potažmo i Krupský rybník v suchých obdobích trpí nedostatkem vody, Rokytka tehdy v podstatě nevzniká. Za primární pramen Rokytky je veřejností často mylně považován až známý vydatný pramen u samoty Klokočka. Od tohoto místa po soutok s Bělou by délka toku dosahovala pouhé 2 km.

## Průběh toku

### Od pramene k oboře
Celý tok Rokytky se po celou dobu drží v hlubokém neckovitém údolí a teče převážně jižním směrem. Od počátku toku z Krupského rybníka u Dolní Rokyté prochází koryto potoka kolem osady Ševčín, před hájovnou Pod Bílou Hlínou vstupuje do obory Klokočka. Stejně jako např. v poválečné době, trpěl tento horní tok i v první dekádě 21. století vysycháním, jelikož díky poklesu spodní vody po období sucha přišel Krupský rybník postupně bezmála o všechnu vodu a zarostl vegetací. V druhé polovině roku 2011 se však obnovily přilehlé prameny rybníka a ten je od té doby opět naplněný a svým odtokem opět zásobuje i horní tok Rokytky. Ani to nestačí k tomu, aby ta tvořila souvislý tok po celé své délce, jak je zakreslen na mapách, protože asi po 2,5 km od odtoku rybníka je tok přerušen před hájovnou Pod Bílou Hlínou, kde voda mizí zejména v důsledku zaneseného koryta po těžbě dřeva z přilehlých strání, i díky snadnému vsakování do půdy.

### V oboře
Po dalších asi 1,5 km, již ve veřejnosti nepřístupné oboře, kdy suché koryto změnilo směr z jihovýchodu na jihozápad, se voda opět objevuje na povrchu pod vrchem Brodek. Délka tohoto suchého úseku je opět čistě závislá na hladině spodní vody, to znamená, že celý svůj tok může voda Rokytky protéci zřejmě jen ve velmi deštivém období. Další případnou vodu přibírá potok z vodojemu Jelení studánka a několika dalších menších přítoků, a poté napájí jediný rybník na svém toku – bezejmenný dvojitý rybník s kamennou hrází. O slavnější minulosti nestabilního horního toku Rokytky svědčí příčné terénní valy, pravděpodobné zbytky hrází několika zaniklých rybníků.

### Od obory k ústí
Po opuštění obory a zásadním přibrání vody z vždy vydatného pramene u samoty Klokočka protéká potok národní přírodní památkou Rečkov (ochrana především vzácné rostliny popelivky sibiřské). V tomto atraktivním lužním lese (někde tady býval rybník Pecník) potok divoce meandruje až po úsek mezi sídly Velký Rečkov a Malá Bělá, kde se postupně ve dvou soutocích vlévá do říčky Bělá poblíž železniční trati č. 080 (Bakov nad Jizerou – Jedlová). Společný tok po dalších 2 km ústí do řeky Jizery u Malé Bělé.

### Přítoky
- pravé – Krupský potok

## Vodní režim
Průměrný průtok u ústí činí 0,20 m³/s.

## Podzemní voda
Podél toku Rokytky je několik vodojemů podzemní vody (jímá se z hloubky až 160 m), z nichž se napájejí vodovody Mladoboleslavska.

## Naučná stezka
V roce 2010 byla podél toku Rokytky (úsek Velký Rečkov – Klokočka zřízena naučná a prožitková stezka určena především rodinám s dětmi Klokočským lesem za hrou, vodou a ptačím zpěvem.

## Fotogalerie

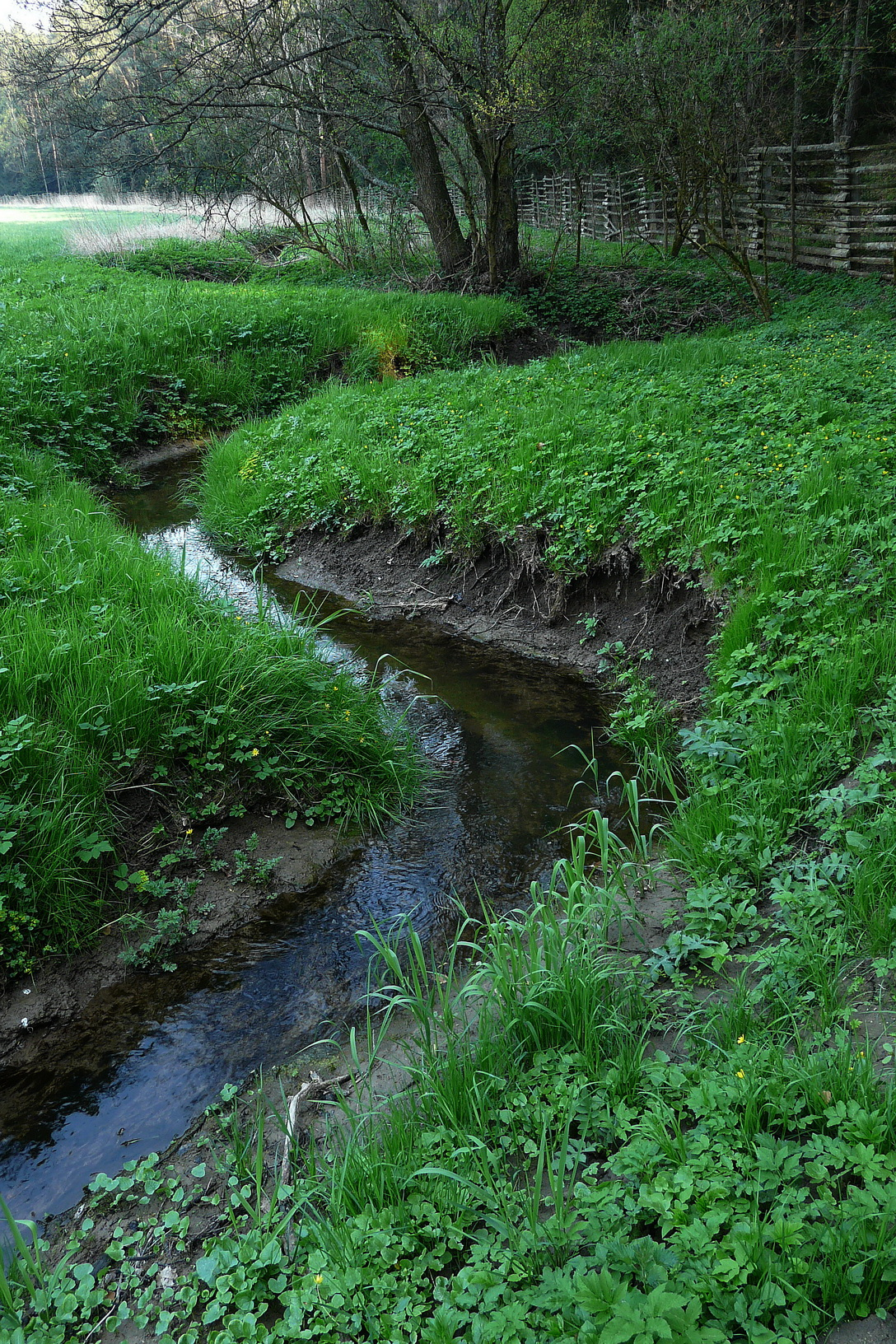
Rokytka u osady Ševčín
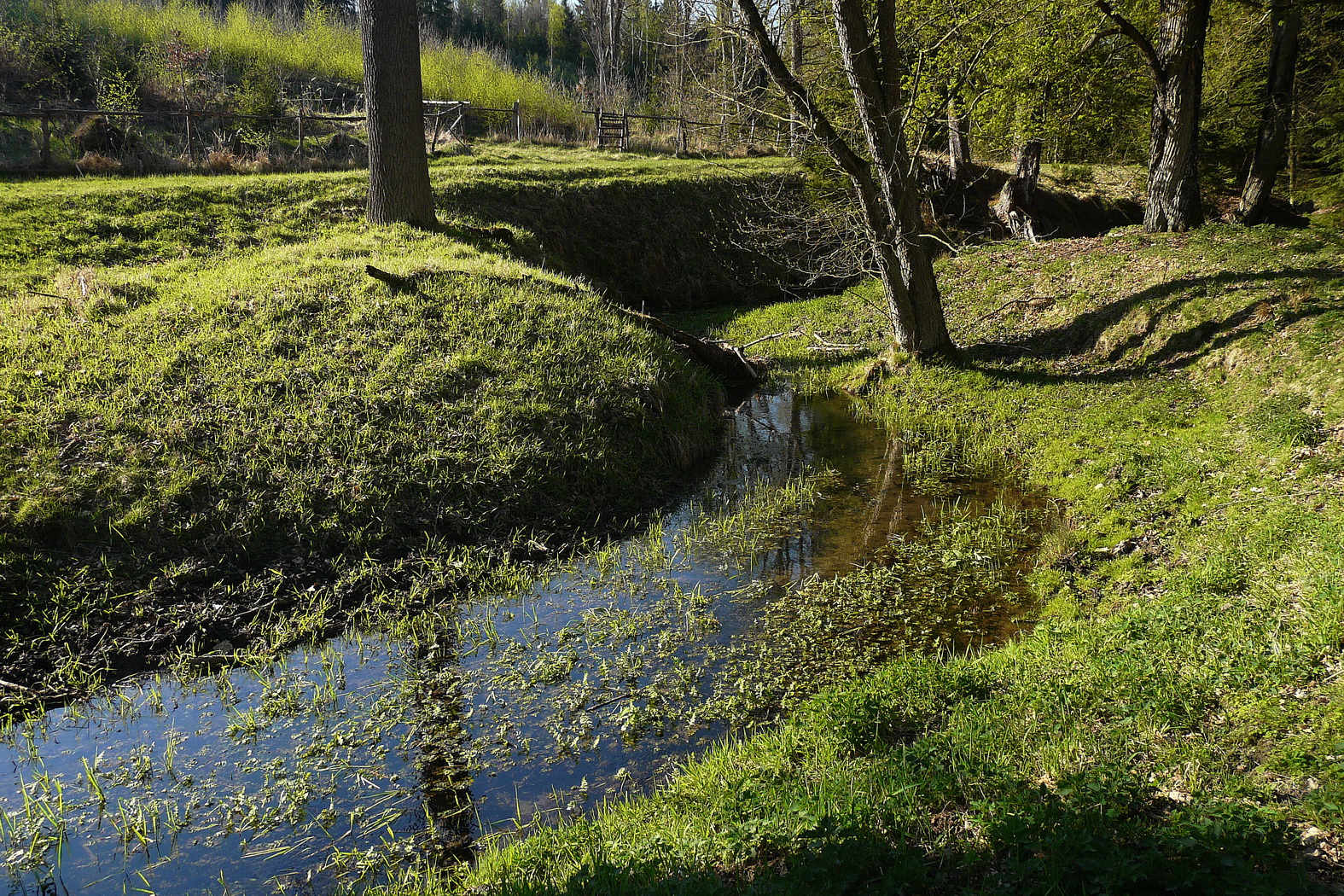
Rokytka v oboře Klokočka
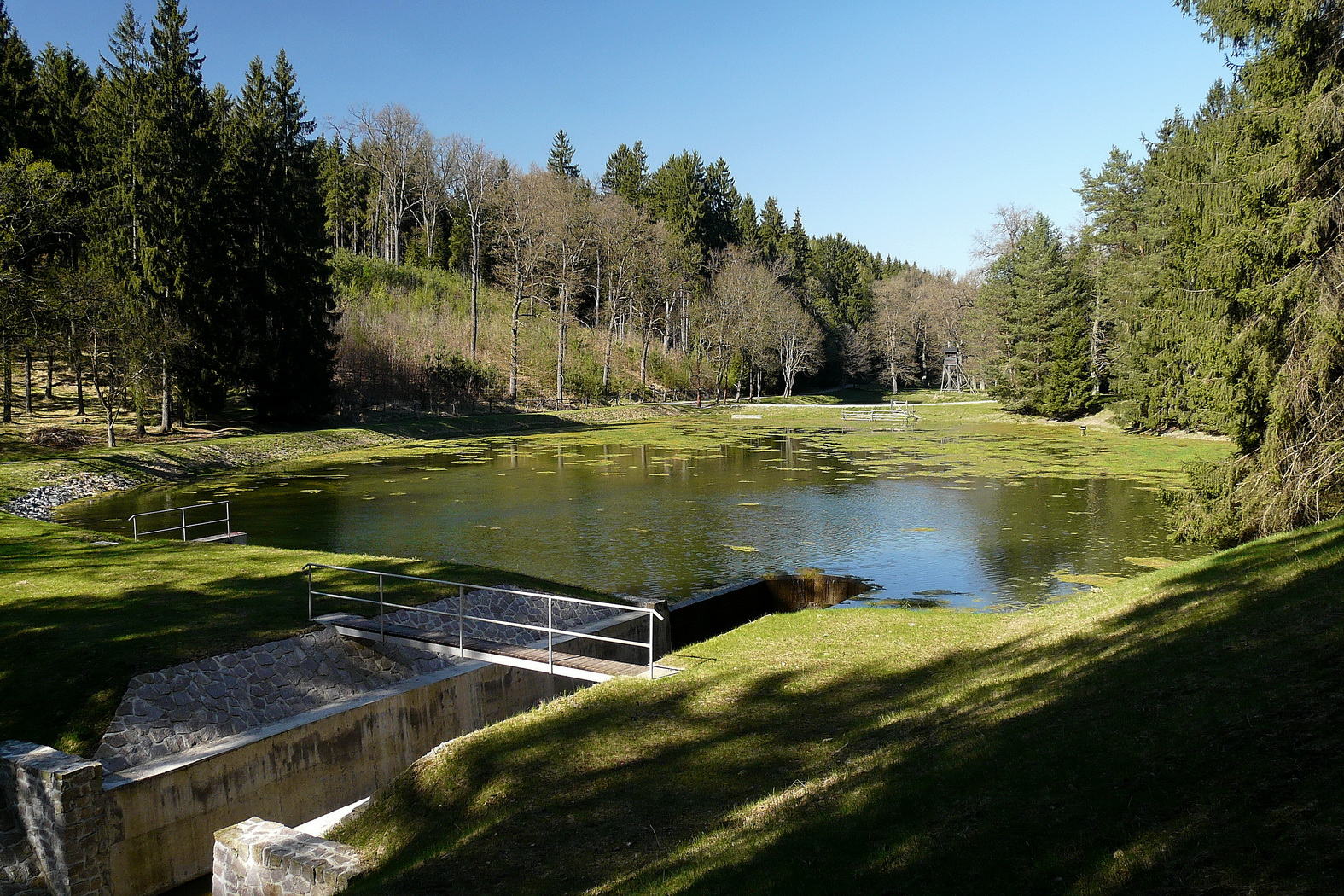
Rybník v oboře Klokočka
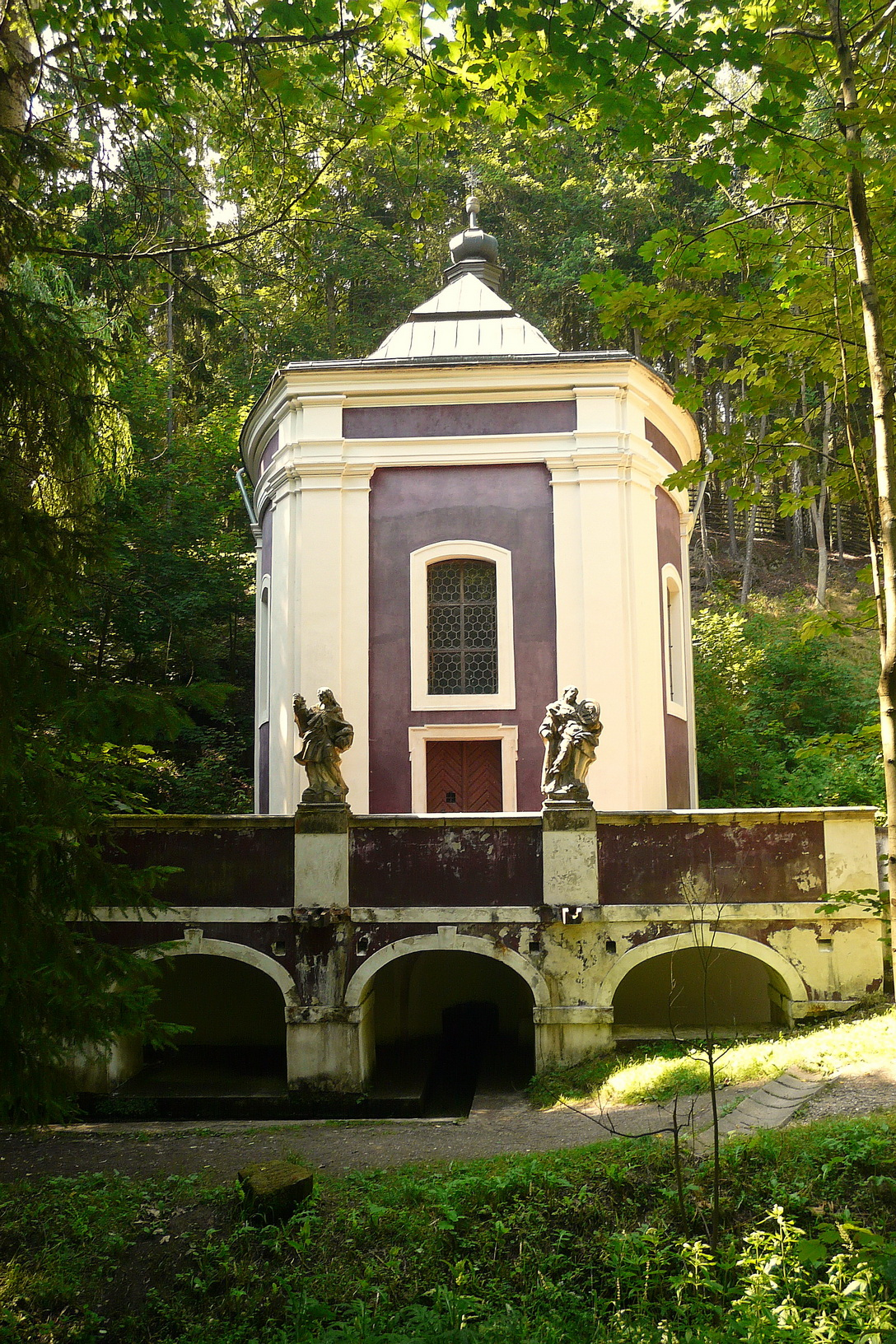
Kaple sv. Stapina na Klokočce
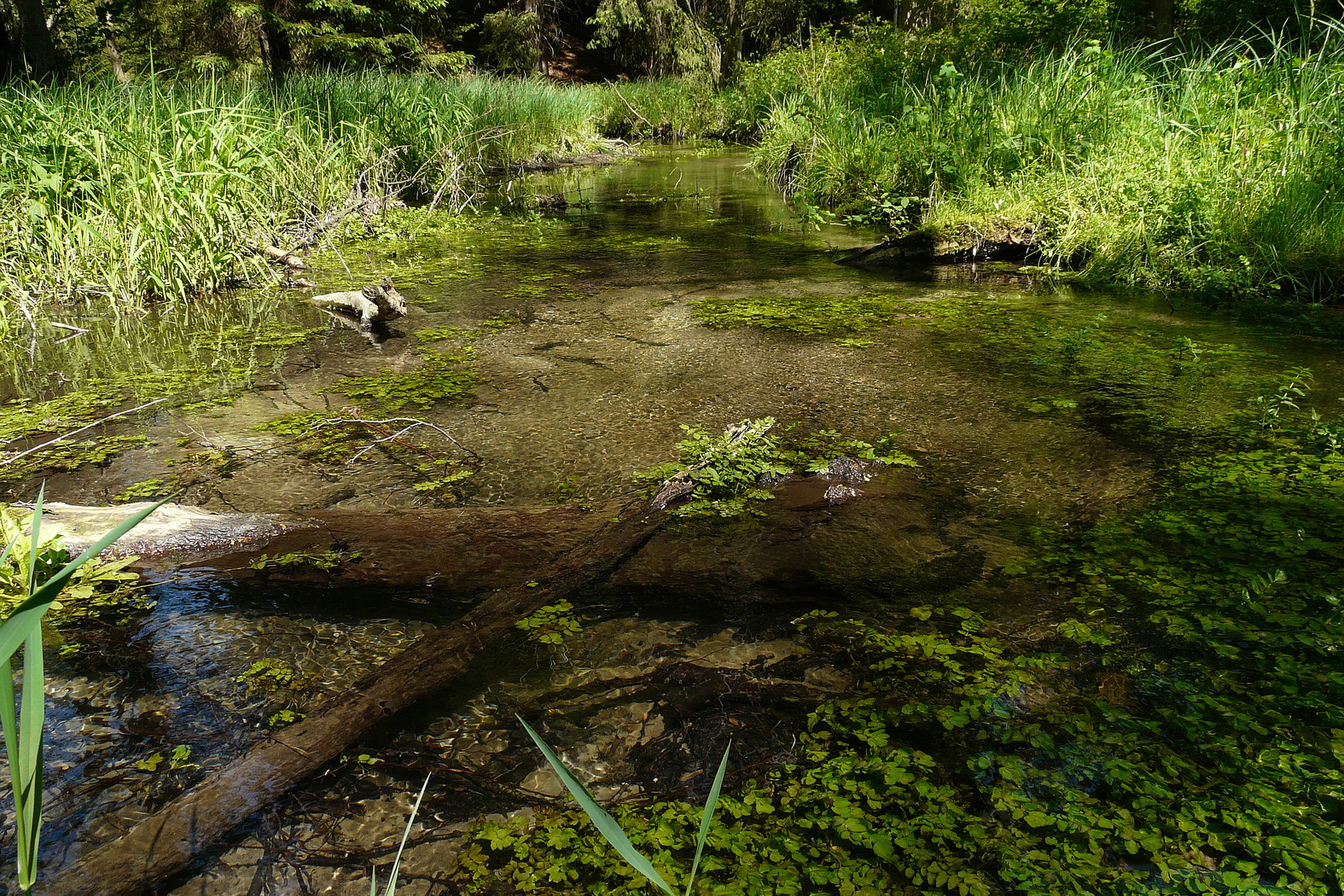
Rokytka v NPP Rečkov
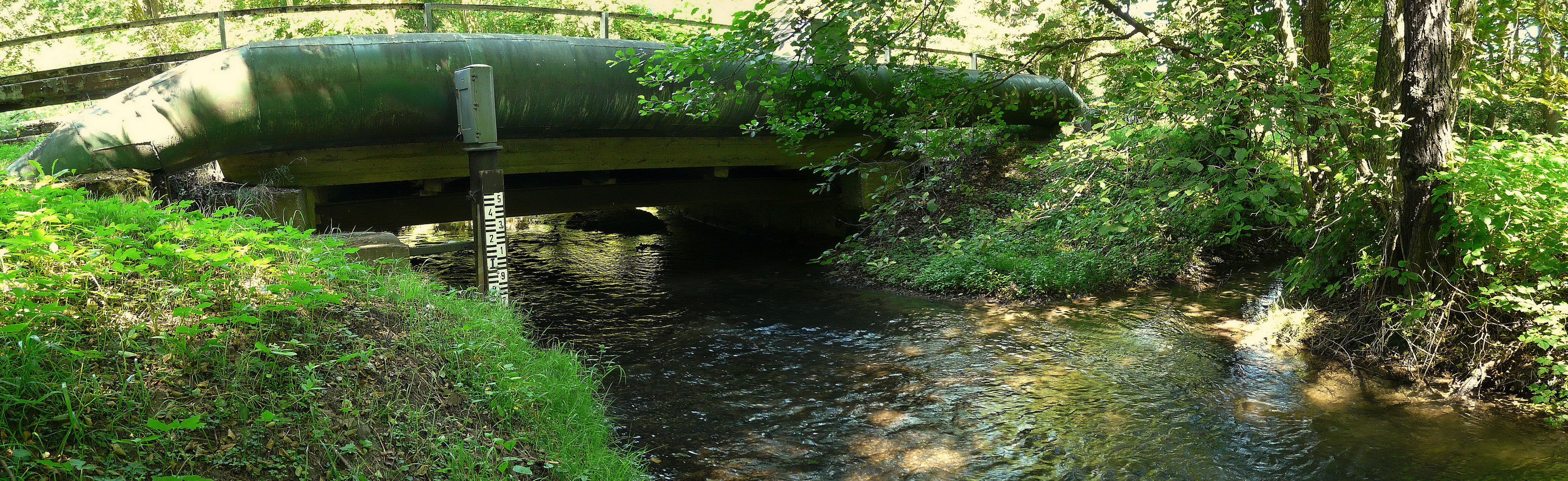
Soutok Bělé s Rokytkou u Velkého Rečkova
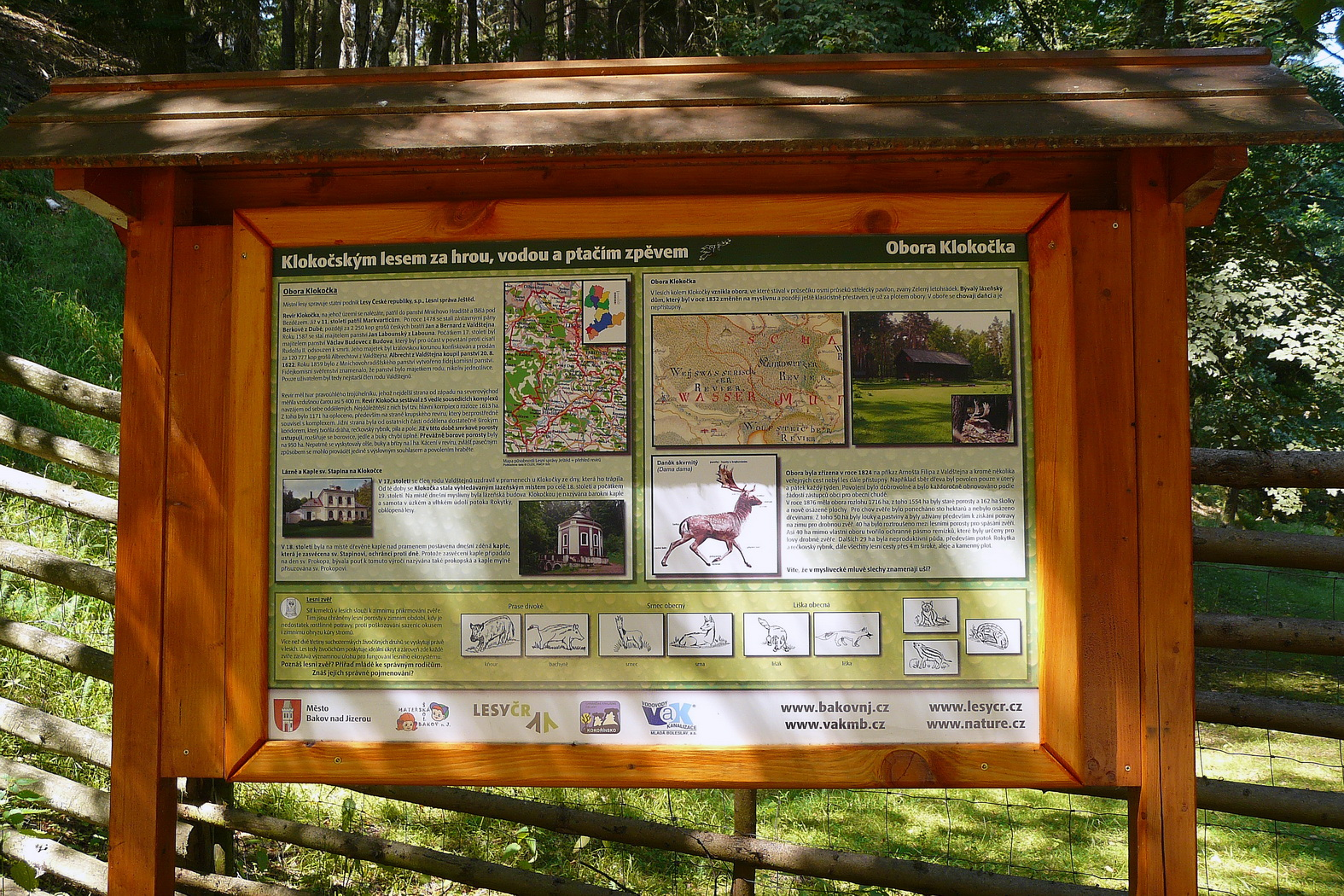
Panel naučné stezky